# I Am Alive in Everything I Touch
I Am Alive in Everything I Touch è l'ottavo album in studio del gruppo post-hardcore canadese Silverstein, pubblicato il 19 maggio 2015 da Rise Records. È il primo disco pubblicato dalla band con la nuova etichetta, dopo i tre precedenti fatti uscire da Hopeless. L'album ha debuttato al 33º posto nella Billboard 200 con 15 598 copie vendute nella prima settimana, in rialzo dal precedente disco che si era classificato 59º.

## Concept
Come già A Shipwreck in the Sand (2009) e This Is How the Wind Shifts (2013), questo disco è un concept album. L'album è idealmente diviso in quattro sezioni: Borealis, Australis, Zephyrus ed Eurus, i nomi dei venti che spirano rispettivamente da nord, sud, ovest ed est. Ogni canzone difatti è ambientata in una diversa città degli Stati Uniti o del Canada, situata geograficamente nella zona a cui la propria sezione fa riferimento. Ad esempio A Midwestern State of Emergency fa parte della sezione Borealis (nord) ed è ambientata a Detroit, mentre In the Dark che fa parte della sezione Eurus (est) è ambientata a New York. A questo proposito, il cantante Shane Told ha spiegato:

## Background
I Silverstein hanno confermato Jordan Valeriote nel ruolo di produttore, come già avvenuto per tutte le uscite precedenti a partire da Transitions (2010). La batteria è stata registrata ai Metalwork Studios di Mississauga, mentre per il resto dell'album la band è rimasta a Toronto, sua città d'origine, e più precisamente nel quartiere Liberty Village, cosa che ha permesso al cantante Shane Told di raggiungere ogni giorno lo studio con la massima comodità, distando solo 5 minuti a piedi da casa sua. Questo, a detta di Told, ha reso il processo molto più agile e rilassato per lui, soprattutto in confronto ad altre occasioni in cui aveva dovuto guidare un'ora ogni giorno per raggiungere lo studio in passato.

## Tracce
1. Toronto (abridged) – 0:46
2. A Midwestern State of Emergency – 3:35
3. Face of the Earth – 3:03
4. Heaven, Hell and Purgatory – 2:57
5. Buried at Sea – 3:06
6. Late on 6th – 5:05
7. Milestone – 3:28
8. The Continual Condition – 3:30
9. Desert Nights – 3:02
10. In the Dark – 3:27
11. Je Me Souviens – 3:27
12. Toronto (unabridged) – 5:01

## Formazione
- Shane Told – voce
- Paul Koehler – batteria
- Josh Bradford – chitarra
- Billy Hamilton – basso
- Paul Marc Rousseau – chitarra